# Tamara Todevska
Tamara Todevska (Macedonisch: Тамара Тодевска) (Skopje, 1 juni 1985) is een Macedonisch zangeres.

## Biografie
Todevska is vooral bekend vanwege haar deelnames aan het Eurovisiesongfestival. Ze nam deel aan het Eurovisiesongfestival 2008, in de Servische hoofdstad Belgrado. Ze won de nationale preselectie met het nummer Let me love you, dat ze zong met Vrčak en Adrian Gaxha. In Belgrado werden ze uitgeschakeld in de halve finale.
In januari 2019 werd ze door de Macedonische omroep intern geselecteerd om het land te vertegenwoordigen op het Eurovisiesongfestival 2019 in Tel Aviv. Ze eindigde in de finale op een zevende plaats, het beste resultaat ooit voor Noord-Macedonië.

## Privé
Todevska is de jongere zus van Tijana Dapčević. Zij is ook zangeres en vertegenwoordigde (toen nog) Macedonië op het Songfestival in 2014.
1998: Vlado Janevski · 
2000: XXL · 
2002: Karolina · 
2004: Toše Proeski · 
2005: Martin Vučić · 
2006: Elena Risteska · 
2007: Karolina · 
2008: Tamara, Vrčak & Adrian Gaxha · 
2009: Next Time · 
2010: Gjoko Taneski · 
2011: Vlatko Ilievski · 
2012: Kaliopi · 
2013: Esma & Lozano · 
2014: Tijana Dapčević · 
2015: Danijel Kajmakoski · 
2016: Kaliopi · 
2017: Jana Burčeska · 
2018: Eye Cue · 
2019: Tamara Todevska · 
2021: Vasil · 
2022: Andrea
- Bibsys: 9049711
- Gemeinsame Normdatei: 1282129880
- International Standard Name Identifier: 0000 0000 5605 8579
- MusicBrainz: ac4901e3-4a23-4d70-abaf-932875035237
- Nationale en Universitaire bibliotheek Zagreb: 000780589
- Virtual International Authority File: 347149106290868492509